# Дружба (Мамадышский район)
Дружба — поселок в Мамадышском районе Татарстана. Входит в состав Усалинского сельского поселения.

## География
Находится в центральной части Татарстана на расстоянии приблизительно 40 км на запад по прямой от районного центра города Мамадыш у речки Берсут.

## История
Основан в 1948 году как посёлок лесозаготовительного участка. Ныне работает леспромхоз и тарный цех.

## Население
Постоянных жителей было: в 1970—661, в 1979—499, в 1989—333, в 2002 году 181 (татары 98 %), в 2010 году 120.